# Der Bulle von Tölz: Der Tölzi
Der Tölzi ist ein deutscher Fernsehfilm von Wolfgang F. Henschel aus dem Jahr 2004 nach einem Drehbuch von Dinah Marte Golch. Es ist die 50. Folge der Krimiserie Der Bulle von Tölz mit Ottfried Fischer als Hauptdarsteller in der Rolle des Hauptkommissars Benno Berghammer. Die Erstausstrahlung erfolgte am 6. Oktober 2004 auf Sat.1.

## Handlung
Der Tölzer Baulöwe Anton Rambold errichtet im Tölzer Moos einen umstrittenen Öko-Wohnpark. Während eine Umweltgruppe unter der Leitung von Sepp Schorlemmer, bei der auch Resi Berghammer mitmacht, gegen das Projekt protestiert, wird in der Baugrube eine Leiche gefunden. Den Hauptkommissaren Benno Berghammer und Sabrina Lorenz wird der Zutritt verwehrt, denn der Anthropologe Peter Schorlemmer, der Bruder des Umweltaktivisten, ist zuerst am Fundort und erklärt, dass es sich bei dem Fund um eine Moorleiche aus der Keltenzeit handelt. Rückendeckung erhält er von Staatssekretär Schosser.
Schon am nächsten Tag werden Berghammer und Lorenz erneut zu einem Tatort gerufen. Der Fotoreporter Michael Brandtner wird erschlagen in seiner Wohnung aufgefunden. Er hatte in der Nacht am Fundort den Wachmann Kunert mit mehreren hundert Euro bestochen und verbotenerweise die Mumie fotografiert. Es stellt sich heraus, dass Brandtner bei Frauen einen außergewöhnlichen Verschleiß hatte und sich mit kompromittierenden Fotos Prominenter ein beträchtliches Zubrot verdiente.
Währenddessen quartiert sich bei Resi Berghammer die Persönlichkeitstrainerin Alicia Weiß ein. Diese gibt der Pensionswirtin zu verstehen, dass sie einmal an ihre Bedürfnisse denken und ihren Sohn vor die Tür setzen sollte. Auch wenn Frau Berghammer dies nicht leicht fällt, hört sie auf ihren Gast. Durch den „Tölzi“-Rummel sind aber in der Umgebung keine Hotelzimmer mehr frei, sodass Benno letztlich ausgerechnet bei seiner Kollegin Sabrina unterkommt.
Sepp Schorlemmer gerät in den Fokus der Ermittlungen. Vor einem Jahr versuchte der Fotoreporter, an seine Ehefrau Angelika heranzukommen. Kurz darauf verschwand Angelika Schorlemmer spurlos, seitdem leidet Sepp Schorlemmer an schweren Depressionen. Ein Mord aus Eifersucht nach einem Jahr erscheint den Kommissaren dann doch etwas weit hergeholt, kann aber trotzdem nicht ausgeschlossen werden. Da fällt Benno Berghammer ein, dass es noch eine zweite Frau Schorlemmer gibt, nämlich die Ehegattin des Anthropologen. Möglicherweise war sie es, die sich unter diesem Nachnamen in ein Hotel eingemietet und mit Brandtner geschlafen hat. Isabella Schorlemmer gibt unumwunden zu, mit dem Fotografen ein Verhältnis gehabt zu haben, behauptet aber, sie habe es beendet. Da kommt gerade ihr Mann nach Hause. Die an ihn gerichtete Frage nach seinem Alibi beantwortet seine Frau: Er sei zu Hause im Bett gewesen.
Inzwischen wurde die Moorleiche in Peter Schorlemmers anthropologisches Institut in München gebracht, doch von dort verschwindet sie, nachdem bekannt wird, dass ein italienischer Anthropologe, der bereits die Gletschermumie Ötzi untersucht hat, sie begutachten soll.
Im Rahmen der Beerdigung des Fotografen Michael Brandtner setzt Sepp Schorlemmer auf dem Friedhof eine Urne bei. Die Kommissare lassen sie ausgraben und deren Inhalt vom Gerichtsmediziner Dr. Robert Sprung untersuchen, doch es handelt sich um Grillkohle. Sabrina hat unterdessen gegen Bennos Willen ein Tölzi-Phantombild erstellen lassen. Das entstandene Bild der Moorleiche hat erstaunliche Ähnlichkeit mit der vermissten Angelika. Peter Schorlemmer hat die Grillkohle seinem Bruder gegeben, damit dieser etwas hat, wovon er sich verabschieden kann. Dr. Sprung erzählt Kommissar Berghammer, dass der Anthropologe immer wieder vergeblich Anträge auf Überlassung von frischen Toten stellt, um den Beweis zu erbringen, dass es möglich ist, Moorleichen in einem Zeitraum von lediglich einigen Monaten täuschend echt aussehen zu lassen. Die Kommissare sind sich nun ziemlich sicher, dass Peter Schorlemmer seine Schwägerin umgebracht, mumifiziert und im Tölzer Moos entsorgt hat.
Sepp Schorlemmer stellt seinen Bruder wegen der Grillkohle zur Rede und entdeckt dabei die Fotos der Moorleiche, die Kommissarin Lorenz dem Anthropologen zum Anfertigen von Kopien überlassen hat. Er erkennt darauf eindeutig seine Frau Angelika und wirft Peter vor, er habe sie für seine Experimente missbraucht. Doch der argumentiert, er habe ihm helfen wollen; es sei aber nicht möglich gewesen, die Leiche für längere Zeit im Institut zu verstecken. Im Übrigen sei er nicht für den Tod seiner Schwägerin verantwortlich, es sei ein Unfall gewesen. In diesem Augenblick kommen die Kommissare hinzu und wollen Peter Schorlemmer wegen Mordes verhaften, da gesteht sein Bruder, er habe seine Frau vor lauter Eifersucht im Streit geschubst und sie sei auf einen Stein gefallen.
Kommissarin Lorenz redet dem Anthropologen ins Gewissen, weil sie vermutet, dass er die Leiche aus dem Institut hat verschwinden lassen. Er sieht schließlich ein, dass seine Schwägerin ein anständiges Begräbnis verdient hat, und führt die Kommissare zu einer anderen Baustelle Rambolds, wo die Tote inzwischen einbetoniert wurde.
Peter Schorlemmer reagiert ungläubig, als er erfährt, dass seine Frau eine Affäre mit dem Fotografen gehabt haben soll. Das Alibi, das Isabella ihm gegeben hat, ist falsch; er hat die Tatnacht in München verbracht. Den Kommissaren wird allmählich klar, dass Frau Schorlemmer das Alibi für sich selbst gebraucht hat, weil nicht sie, sondern der Fotograf gegen ihren Willen die Affäre beendet hat. Aus den telefonischen Einzelverbindungsnachweisen geht hervor, dass sie vor Mitternacht mehrmals erfolglos bei Brandtner anzurufen versucht hat. Berghammer und Lorenz verwickeln Frau Schorlemmer in Widersprüche und versichern ihr, die heutige Gentechnik werde auch kleinste Spuren von ihr am Kamerastativ finden. Sie gibt auf und sagt aus, Brandtner habe mit ihr Schluss gemacht, weil sie sich geweigert habe, ihm Informationen zu geben, mit denen er Staatssekretär Schosser und Anton Rambold erpressen wollte. Sie habe ihn angefleht, ihr dies nicht anzutun, aber er habe sich einfach weggedreht und ferngesehen.

## Hintergrund
Die Dreharbeiten wurden in Bad Tölz durchgeführt; als Schauplatz für die „Pension Resi“ diente das Hollerhaus Irschenhausen.